# Cebolleros
Cebolleros es una localidad y una entidad local menor situadas en la provincia de Burgos, comunidad autónoma de Castilla y León (España), comarca de Las Merindades, partido judicial de Villarcayo, municipio de Merindad de Cuesta-Urria.

## Geografía
Es un pueblo situado en el norte de la provincia de Burgos en la vertiente mediterránea, valle del río Nela, situado en su margen derecha, al norte de la Sierra de la Tesla. Se accede desde la carretera nacional N-629 que comunica Medina de Pomar con Oña, a través de la local BU-V-5401 en las proximidades de Nofuentes y Pradolamata.

## Demografía
En el padrón municipal de 2011 contaba con 21 habitantes.

## Fiestas y costumbres
Como fiesta local el 16 de septiembre, festividad de San Cornelio.

## Historia
Villa,  en el Valle de Tobalina, en el partido de Castilla la Vieja en Burgos, perteneciente a uno de los catorce partidos que formaban la Intendencia de Burgos durante el periodo comprendido entre 1785 y 1833, tal como se recoge en el Censo de Floridablanca de 1787, con jurisdicción de señorío, ejercida por el Duque de Frías quien nombraba su alcalde ordinario.
A la caída del Antiguo Régimen queda agregado al ayuntamiento constitucional de Valle de Tobalina, en el Partido de Villarcayo perteneciente a la región de  Castilla la Vieja. Posteriormente se integra en su actual municipio de Merindad de Cuesta-Urria.

## Parroquia
Iglesia católica de San Cornelio y San Cipriano, dependiente de la parroquia de Nofuentes en el Arciprestazgo de Medina de Pomar, diócesis de Burgos.

## Puntos de interés

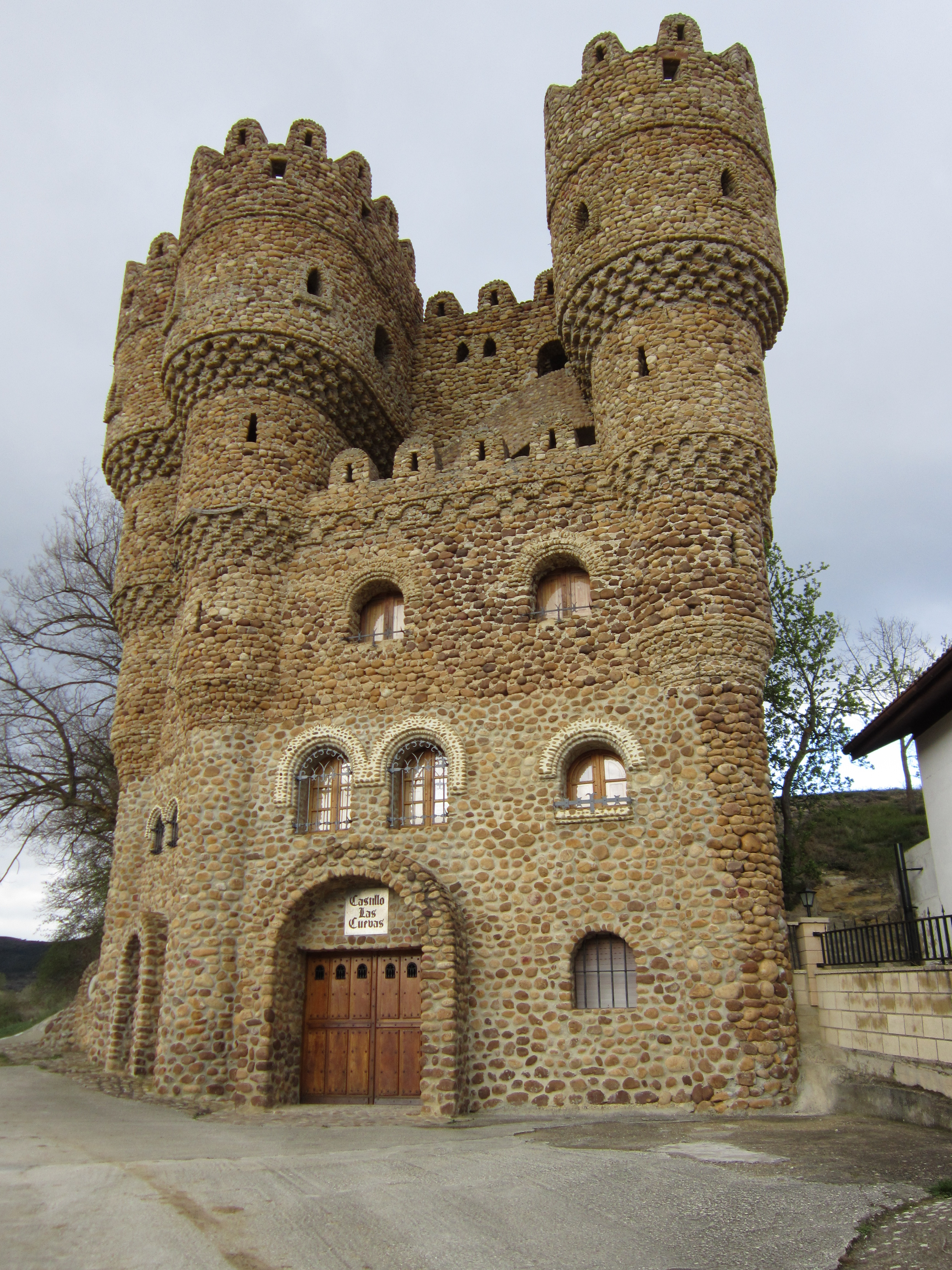
Castillo Las Cuevas

- Castillo de Las Cuevas, torre neorrománica iniciada en 1978 en cuya construcción se han empleado casi veinticinco años. Hecha íntegramente con cantos rodados de río Nela por el vecino Serafín Villarán (fallecido en 1998).

## Personalidades
- Concepción Sainz-Amor Alonso de Celada (1897-1994), pedagoga y escritora.[4]